# Sumner (Nouvelle-Zélande)
Pour les articles homonymes, voir Sumner.
Sumner est un faubourg du front de mer de la ville de Christchurch située dans l’Île du Sud de la Nouvelle-Zélande.

## Toponymie
La localité a reçu son nom en 1849 en l'honneur de John Bird Sumner, alors archevêque de Canterbury et président de la Canterbury Association (en).
Le nom Māori de l'endroit est « Ohikaparuparu » ("o" signifiant la place de : "hika" signifiant frottement, petit bois d’allumage ou de plantation ; "paruparu" signifiant sale , "chargé profondément", ou désignant une préparation à base de coques fermentées).

## Histoire
Sumner a été cadastré en 1849 par Edward Jollie (en), qui avait déjà établi des plans pour le compte du capitaine Joseph Thomas (en), le représentant officiel de l'Association de Canterbury (en).
Sa carte montre l’existence de 527 sections avec de nombreux numéros de lots réservés ainsi que des emplacements prévus pour les églises, les écoles, le cimetière, l’hôtel de ville, des baraquements d’accueil pour l’émigration et d’autres installations de la ville.
Toutefois, ces plans initiaux furent abandonnés par manque de fonds. De nouveaux plans pour la ville de Sumner furent établis en 1860.
La cité a été répertoriée à la même date, d'abord en tant que municipalité à part entière puis comme localité agrégée à la ville de Christchurch. L'amélioration des voies de communications permirent progressivement à la petite ville d'obtenir le statut de « boroughs ».

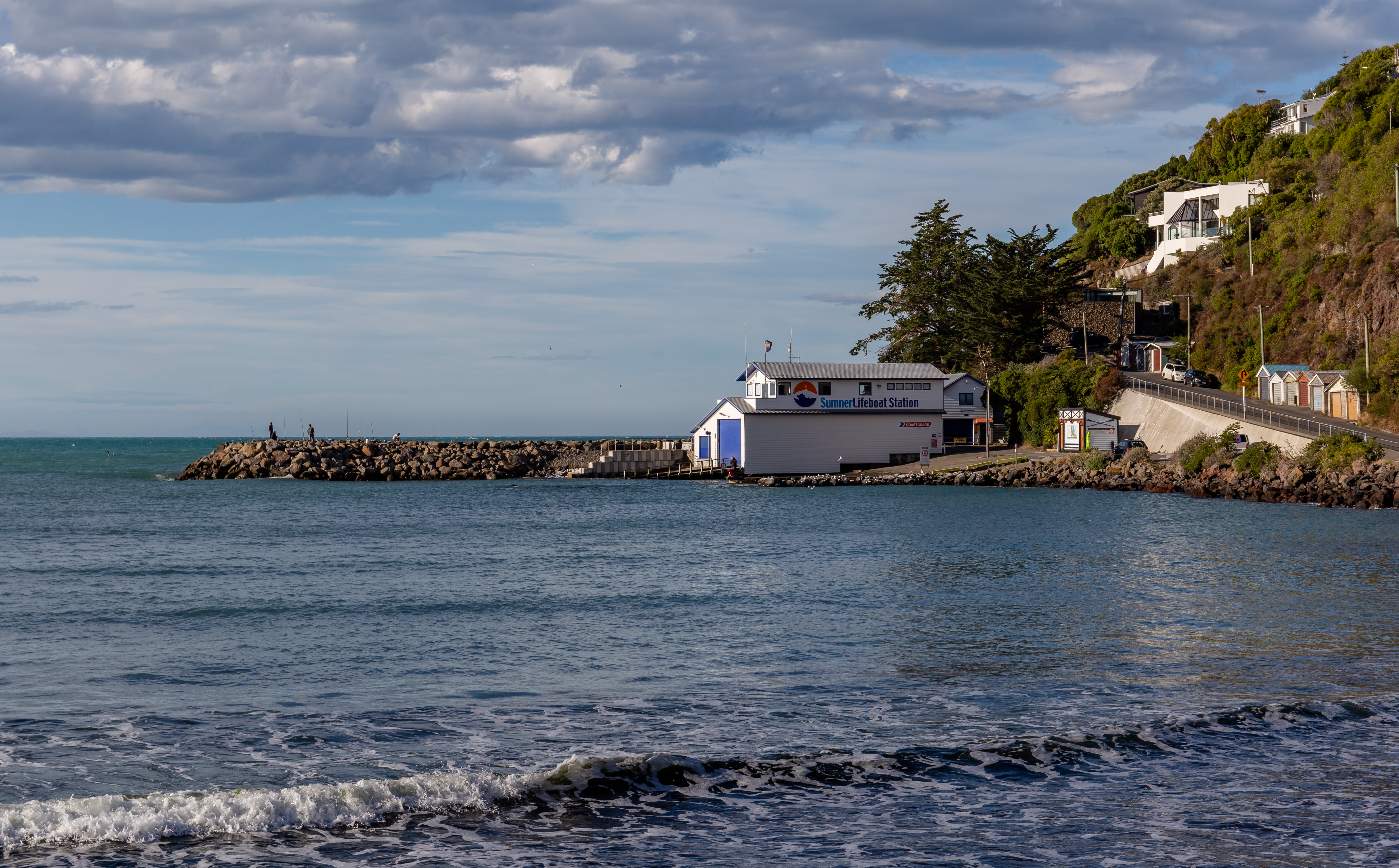
Poste de garde-côte de Sumner. Cale de halage et port de plaisance de Scarborough.

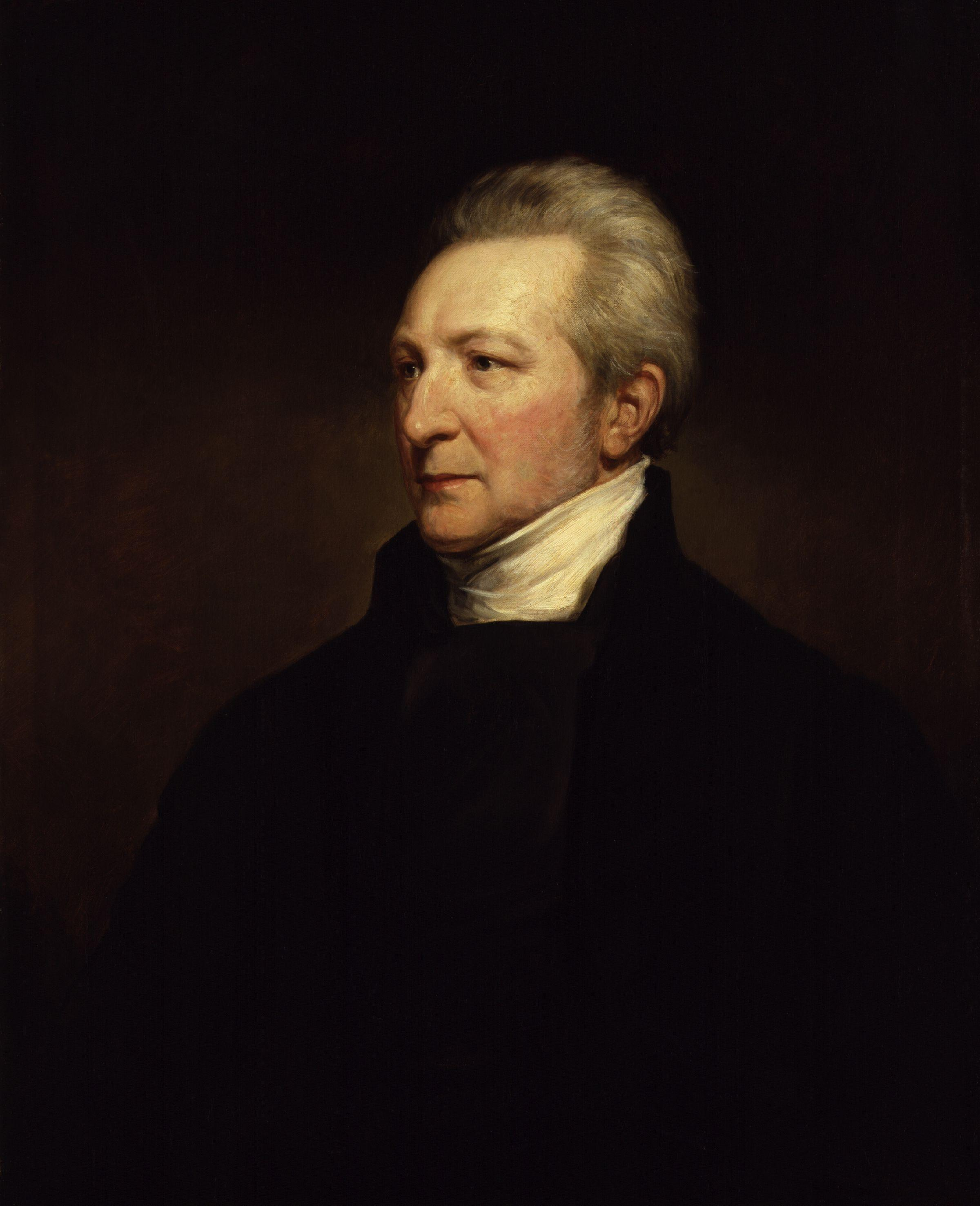
L’évêque John Sumner, qui a donné son nom à la ville

Sumner a d'abord dépendu du conseil provincial de Canterbury (en).
En 1872, elle passa sous le contrôle du District routier de Heathcote (en).
Quand les conseils provinciaux furent supprimés en 1876 et remplacés par les comtés, Sumner a été rattachée au comté de Selwyn (en) et ajoutée à la signalisation routière .
En 1883, la ville de Sumner fut constituée en « ville-district » et fut dotée d’une direction formée de cinq « commissionnaires » élus.
Le bureau désignait son propre président et les deux premières personnes qui remplirent ce rôle furent C. L. Wiggins (mars 1883 – septembre 1884) et J. M. Wheeler (septembre 1884 – juin 1891) .
Le 1er juin 1891, Sumner été élevée au rang de borough.
L’élection du maire eu lieu le 27 juin 1891, et le dernier président devint le premier maire de Sumner.
On pense que le premier Européen à avoir travaillé à Sumner est Charles Crawford, le propriétaire d'une baleinière, qui aurait transporté des matériaux de Port Cooper (aujourd'hui Lyttelton) dans le but de construire le quartier général et le magasin du capitaine Thomas. La ville aurait été peuplée dans les années 1849 par des ouvriers chargés de construire la route allant à Lyttelton. Cela aurait fait de la cité une des premières installation européenne de la zone de Christchurch. La famille « Day » aurait été la première à s’installer de façon permanente dans le secteur, suivie par Edward Dobson et sa famille.
Sumner posséda son premier magasin dès le début de l’année 1870 et son propriétaire, S.E. Horneman, fut maître de poste de 1873 et jusqu’en 1876 [citation nécessaire].
En 1885, le Harbour Board proposa des concessions pour construire un bassin à l’extrémité est de la plage de Sumner. S.L. Bell construisit un salon de thé entouré par la mer. Le bassin de la piscine fut une grande attraction, mais chaque année des tempêtes terrifiantes survenaient et ont entrainé l’enfoncement progressif du bassin et l'apparition de dunes de sable. Il arrivait qu'une inondation remplisse le bassin avec de la terre et de la vase provenant des collines environnantes.
En 1912, la ville de Sumner a monté ses propres installations de production de gaz et d’électricité. Elle furent connectées au réseau en 1918.
Le chef de l’église anglican évangélique, William Orange (en) fut vicaire de Sumner de 1930 à 1945.
Le 22 février 2011, Sumner fut frappé par le Séisme de février 2011 de Christchurch, qui détruisit et rendit inhabitable un grand nombre de maisons et de constructions commerciales. Le 13 juin 2011 de la même année, Sumner fut frappé par le séisme de juin 2011 de Christchurch (même importance que celui de février). Ces deux tremblements de terre causèrent l’effondrement de quelques falaises et de secteurs déjà délimités par des clôtures et interdits d'accès.

## Géographie

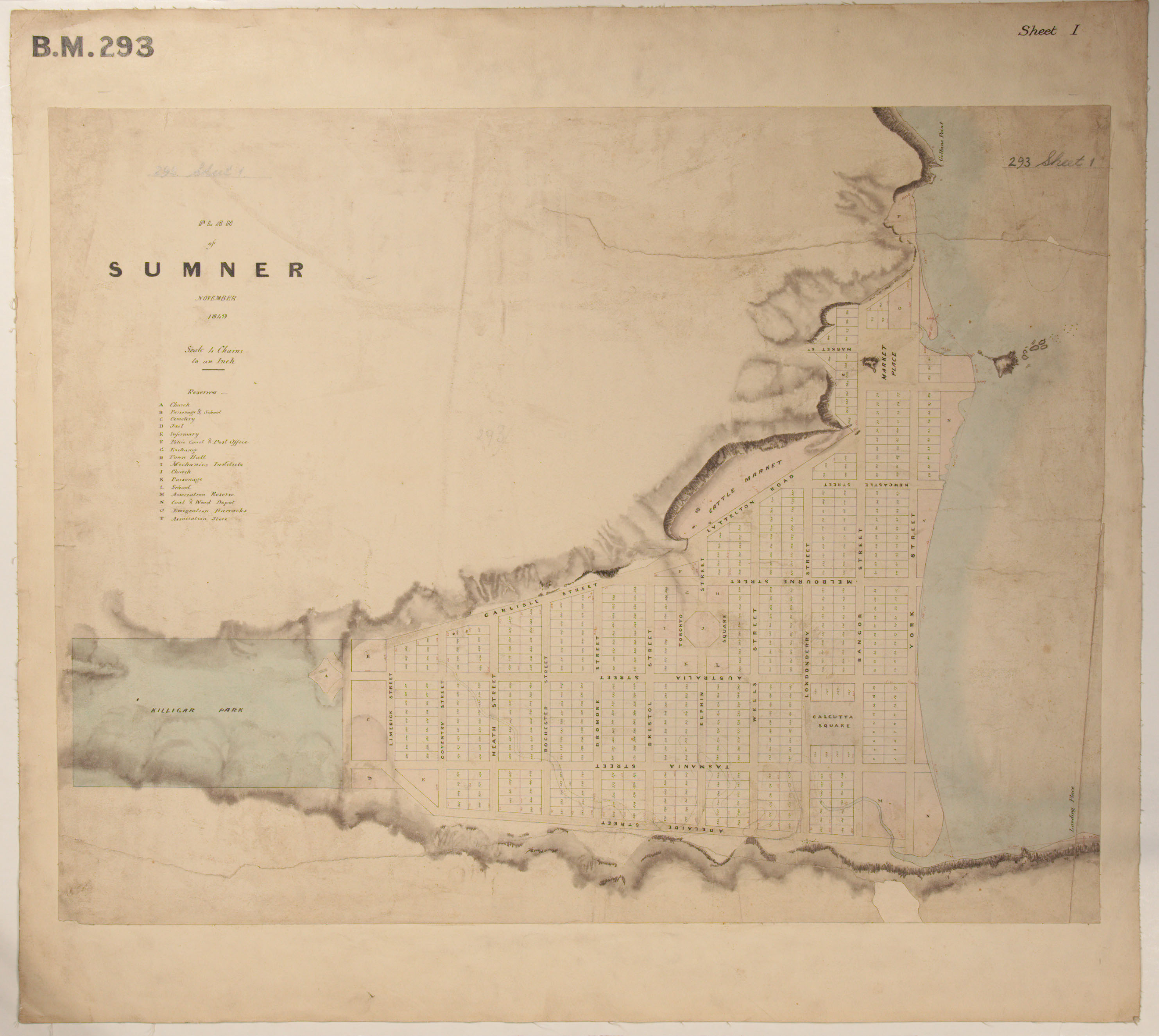
Carte de Sumner datant de novembre 1849, réalisée par pour le géomètre en chef Joseph Thomas

La cité de Sumner se love au creux d’une vallée côtière ; elle est séparée des autres banlieues de l’agglomération par des collines volcaniques aux flancs abruptes. À certains endroits, elles se terminent par des falaises qui surplombent la mer. La baie de Sumner marque l’extrémité nord de la Péninsule de Banks et fait face à la Baie de Pegasus et à l’Océan Pacifique.
Sa situation face à l’océan expose l’endroit à de grandes vagues qui, dans certaines conditions de houle, sont idéales pour la pratique du surf. La plage de sable gris très fin est donc devenue un « spot » pour les adeptes de ce sport.
La vallée de la rivière qui débouche sur la plage a été gagnée par les dunes de sable. La construction des maisons s’en est trouvée facilitée. Toutefois, les inondations de l’extrémité de la vallée causées par le dévers des dunes situées devant la mer, ont longtemps été problématiques. Le problème a été résolu par un drainage des zones inondables.
La plage est dominée par les éperons rocheux d’origine volcanique de « Cave Rock ». Jusqu’au milieu des années 1860, ce relief était connu sous le nom de « Cass Rock », nom donné par le géomètre Thomas Cass (en).
Sur le front de mer, on a construit un mur qui longe la plage ainsi qu’une large esplanade afin de prévenir l’érosion des côtes.

## La barre de Sumner

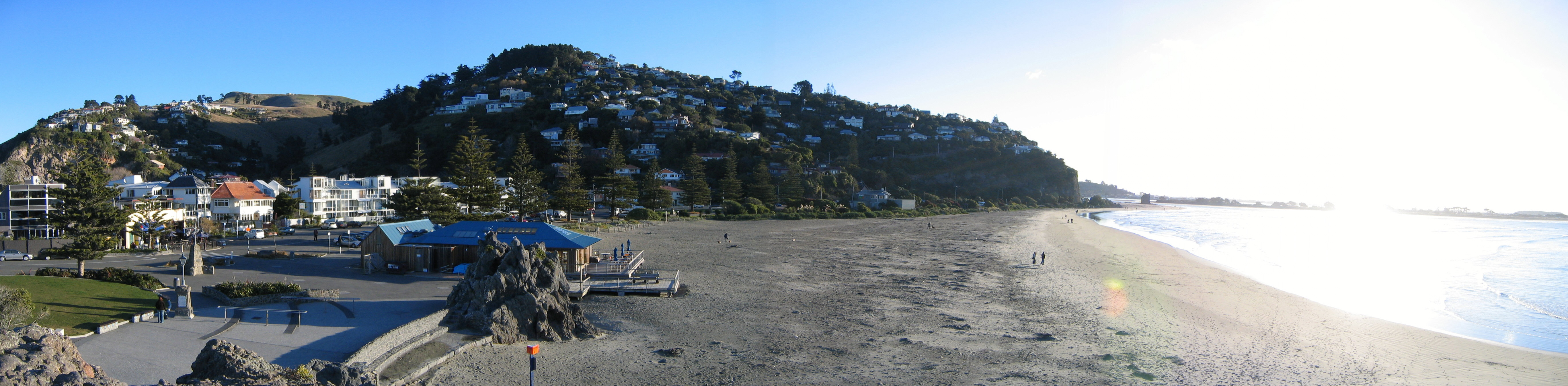
La plage de Sumner vue à partir de « Cave Rock »

La Barre de Sumner est un banc de sable très difficile à franchir. Il s’est formé à l’ouest de la plage, au large de Cave Rock, là où l'estuaire commun de l’Avon et de l’Heathcote rencontre la mer,. La barre de Sumner présente un risque majeur pour la navigation. Les courants et remous qui se forment dans cette zone sont très dangereux pour les nageurs [citation nécessaire].
En décembre 1854, le commandant Byron Drury qui naviguait à bord du HMS Pandora, inspecta la baie de Sumner ainsi que la barre et l'embouchure de l'estuaire Avon-Heathcote pour le compte du Conseil provincial de Canterbury. Drury a rédigé un rapport et produit une carte détaillée de la région, avec des sondages. La carte de 1854 du commandant Drury localise plusieurs bâtiments sur le rivage, parmi lesquels un magasin situé au pied de la colline de Clifton Bay, la maison de Day (qui se trouve en retrait de l'estran, dans un virage de la route qui s'éloigne de la colline de Clifton) et la maison de Dobson, qui est localisée à l’extrémité de l'éperon de Richmond Hill. Sur une carte moderne, la maison de Day se trouverait au coin supérieur de la rue Nayland tandis que la maison de Dobson serait près de l'intersection de la rue Nayland et de l'avenue Wakefield.
Le premier accident répertorié relatif au franchissement de la barre Sumner s'est produit en mai 1845 avec le chavirement d’un baleinière, on ne déplora aucune perte de vie. La première mort répertoriée remonte à 1851 lorsqu'un canot a chaviré et que deux hommes à bord se sont noyés. Le cotre Hawk s'est rompu en traversant la barre Sumner par gros temps à la fin de juin 1851 et s'est échoué sur la plage. L'équipage a survécu mais la cargaison a été pillée. Quinze autres navires ont fait naufrage sur la barre entre 1851 et 1867, sept ont été totalement perdus,.
le Mullogh était un des premiers navires à franchir la barre de façon régulière. C’était le premier bateau à vapeur avec une coque métallique de Nouvelle-Zélande. Le 25 août 1865, le Mullogh s’est échoué sur Cave Rock. Sa cargaison de spiritueux retrouvée sur la plage a suscité un vif engouement. Par la suite, George Holmes de Pigeon Bay, l'entrepreneur du tunnel ferroviaire de Lyttelton, a acheté le navire. Il l'a réaménagé et l'a exploité jusqu'en 1869,.
Le chalutier néo-zélandais Muriel s'est échoué sur la plage de Sumner en 1937. Il a dû être démantelé sur place.

## Enseignement
- L’école Sumner School a été fondée en 1876, c’est une école primaire qui accueille les élèves du niveau 1 au niveau 8. En novembre 2022, son effectif s'élevait à 381 élèves[16],[17],[18].
- L’école privée Our Lady Star of the Sea est une école primaire catholique qui accueille les élèves allant du niveau 1 à 8. En 2011, l’école avait un effectif de 121 élèves et un décile de 10[19],[20].
- Le Van Asch College (en) est un établissement qui prend en charge des enfants handicapés venant de l’Île du Sud et aussi de la partie sud de l’Île du Nord. Situé non loin du campus de Sumner, il fonctionne en parallèle avec la Sumner School et la Linwood High School (en). En 2011, l’institution comptait un effectif de 28 enfants[21],[22].

## Vedette de sauvetage de Sumner
Du fait des risques importants causé par la Barre de Sumner, la ville s'est dotée d'un bateau de sauvetage dès sa fondation. On n'a pas gardé de trace des premiers canots de sauvetage, ni de façon formelle, ni de façon informelle. Les premières archives datent de la nomination d'un pilote en septembre 1864. Toutefois, il est très probable que des petits bateaux à rames étaient utilisés dans la baie dès le début des années 1850 [citation nécessaire].
La Sumner Life Boat Institution exploite une vedette de sauvetage ou une embarcation de sauvetage similaire dans la baie depuis 1898. Le nom traditionnel de « Rescue » a été donné à trois de ses canots de sauvetage.